# 三上ゆうこ
三上 ゆうこ（みかみ ゆうこ、1978年4月29日 - ）は、日本の声優、女優。埼玉県出身。オールアウト所属。旧芸名は三上裕子。

## 出演

### テレビアニメ
- おジャ魔女どれみドッカ〜ン!（2002年、男の子）
- 金色のガッシュベル!!（2003年、クラスメイト）

### ゲーム
- ラスト レムナント（2008年、キルネア）※Xbox 360
- ラスト レムナント（2009年、キルネア）※PC

### ナレーション
- 流転の王妃・愛新覚羅浩（あいしんかぐらひろ）もうひとつの真実（テレビ朝日）
- ママはサイエンティスト（サイエンスチャンネル）
- デーブ＆克弥のおもしろくてゴメン！（独立U局系）

### ボイスオーバー
- 報道ステーション（テレビ朝日）
- 日立 世界・ふしぎ発見!（TBS）
- しあわせドキュメント結婚までの1週間（BS朝日）

### 舞台
- 劇団キャッツ・アイ　舞台公演「小春よ、来い」 -　坂本綾乃 役
- 劇団MOONOR－eO客演「螺旋の河で僕は時をこえる夢をみた」 -　田所琴美 役
- 劇団青い鳥　舞台公演「アラビアンナイト」 -　ルルジン 役
- 劇団青い鳥　舞台公演「ハックルベリー・フィン」 -　メリージェーン 役
- 剛たつひと 脚本・演出「晴れたらいいね　第2章 道しるべ」（東京都・内幸町ホール） -　大島里美 役
- 「うちのテレビにゃ色がない！」（新宿スペース107） -　新屋 役
- 三国志プロジェクト第2弾「三国志列伝 濁流を清めるは清流なり」（東京芸術劇場 小ホール） -　桃梨 役